# Acolhimento em Saúde

O acolhimento na saúde é um dispositivo da Programa Nacional de Humanização da Assistência Hospitalar para efetivar as diretrizes do SUS na prática cotidiana dos serviços de saúde. Por meio desta ferramenta os profissionais da saúde aplicam para produzir um vínculo com os pacientes, com o intuito de construir um ambiente favorável para compreender as demandas dos usuários que utilizam os serviços de saúde 1-4 .

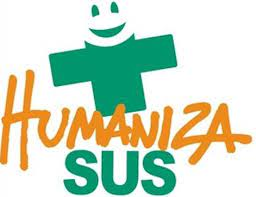
fonte: Ministério da Saúde (BR)

O acolhimento ganha um grande espaço nas triagens dos equipamentos médicos públicos brasileiros entre 2003 e 2004 quando estes serviços acabam aderindo o Programa Nacional de Humanização da Assistência Hospitalar (PNHAH), criado pelo Ministério da Saúde. Sendo que em 2010 houve uma atualização do termo para Política Nacional de Humanização (PNH). Os serviços de urgências utilizam o Acolhimento com Classificação e Avaliação de Risco (ACCR) e uma integração com Atenção primaria à saúde para produzir uma porta de entrada e uma continuidade do paciente dentro do Sistema Único de Saúde4.
É importante ressaltar que o conceito de acolhimento não se restringe apenas em uma recepção de demanda. Esta estratégia abre um leque de possibilidades para os profissionais que antes estavam presos em apenas fazer uma análise investigativa da patologia do paciente. Abrir um ambiente de diálogo é dar uma validação para o conhecimento que ele possui sobre as suas demandas, riscos e vulnerabilidades. Dessa forma, o profissional consegue avaliar além das queixas das pessoas, possibilitando uma percepção mais ampla do caso, e se ocorrer do profissional não ser o mais adequado para trabalho, ele consegue direcionar o paciente para outro profissional.1-4

## REFERÊNCIAS
1. Werneck, AL et al. Humanização da assistência: acolhimento e triagem na classificação de risco. Rev. UFPE online [Internet]. Recife. 2019 . 13 (4): 997-1005. Disponível em: https://periodicos.ufpe.br/revistas/revistaenfermagem/article/viewFile/238728/31790 14/10/2022
2. Gusmão ROM et al. Acolhimento na atenção primária a saúde na percepção da equipe multiprofissional. Rev. pesq. cuid. fundam. online [Internet]. 2021. 13 (1): 1590-1595. Disponível em: http://seer.unirio.br/cuidadofundamental/article/view/10533 14/10/2022.
3. Ministério da Saúde. Secretaria de Atenção à Saúde, Núcleo técnico da Política Nacional de Humanização. Acolhimento nas práticas de produção de saúde. 2. ed. p.1-43. Brasília. 2010. Disponível em: https://bvsms.saude.gov.br/bvs/publicacoes/acolhimento_praticas_producao_saude.pdf
4. Ministério da Saúde (BR). Secretaria de Atenção à Saúde, Núcleo técnico da Política Nacional de Humaniza. Acolhimento e classificação de risco nos serviços de urgência. Brasília. p,7-13. 2010. Disponível em: https://bvsms.saude.gov.br/bvs/publicacoes/acolhimento_classificaao_risco_servico_urgencia.pdf